# Pared de cultivo

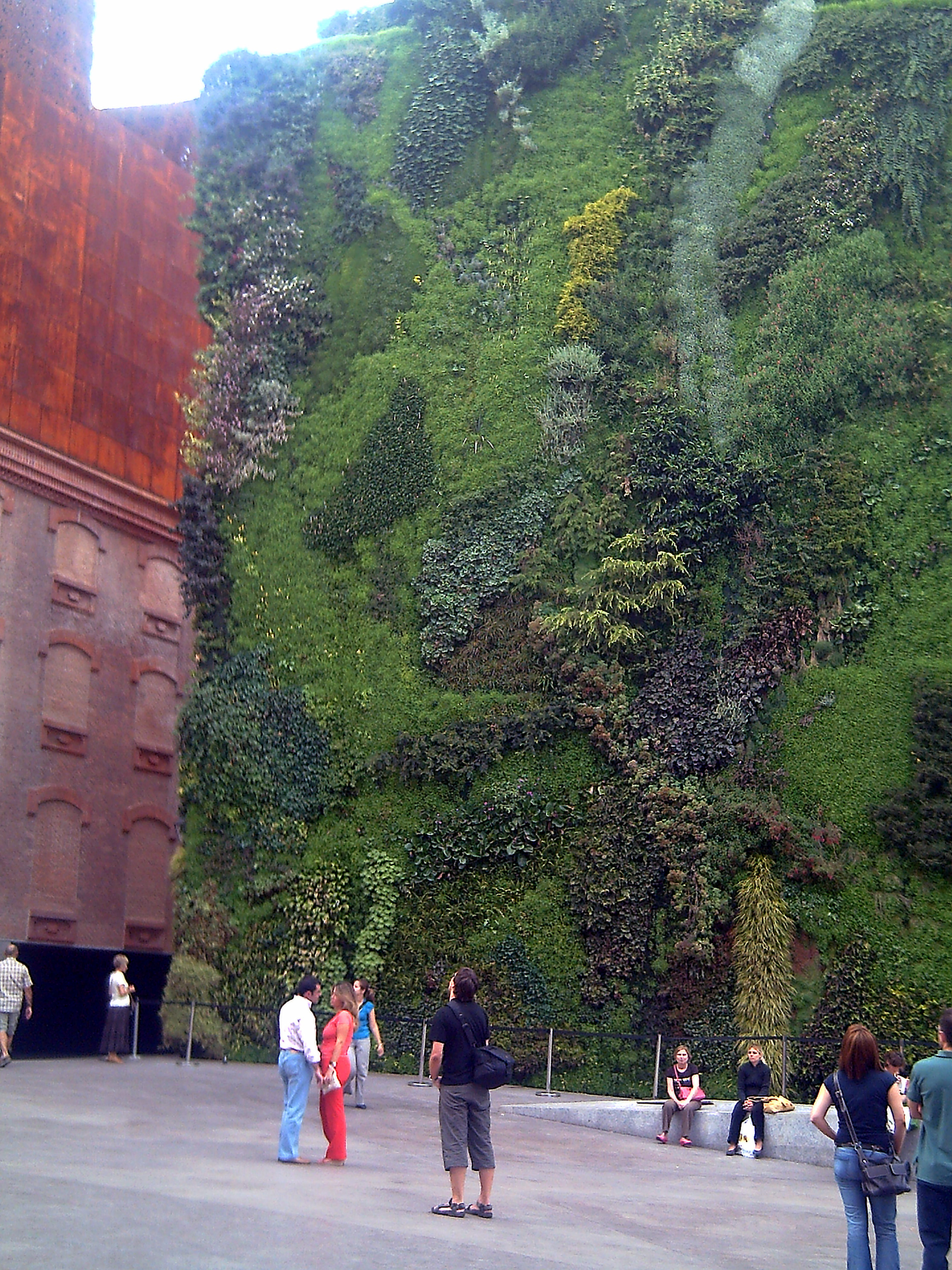
Jardín vertical de 24 metros de altura y 460 metros cuadrados, en la Caixa Forum de Madrid, obra del botánico Patrick Blanc.

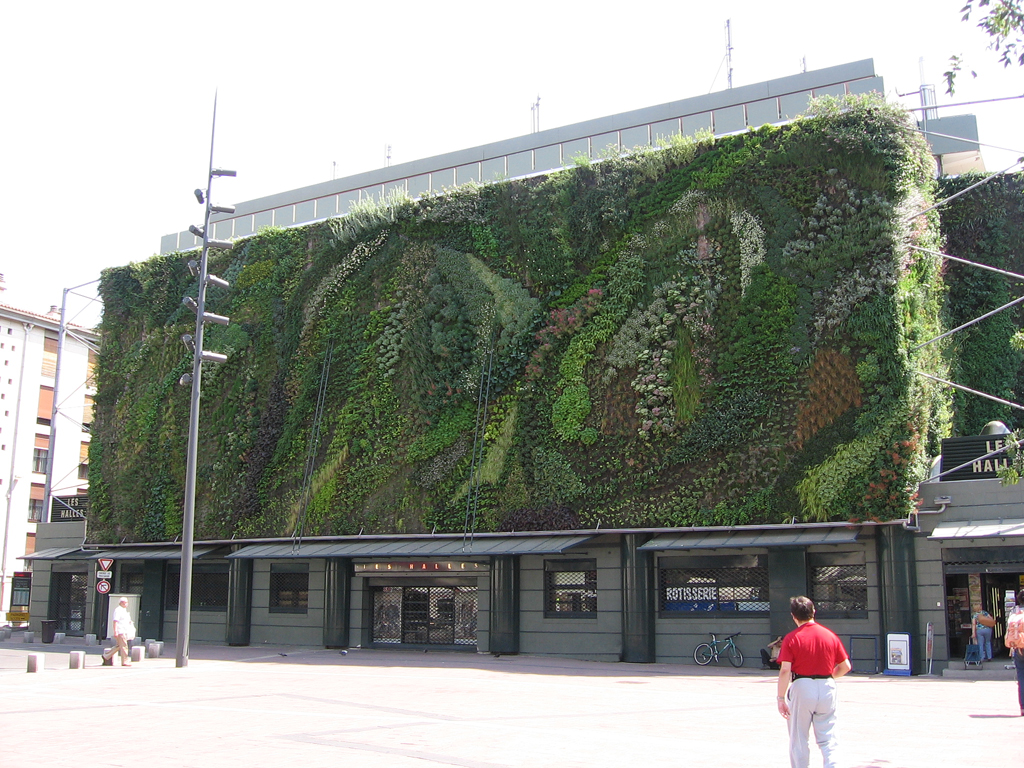
Halles à Avignon (place Pie)

Una pared de cultivo o muro verde es una instalación vertical cubierta de plantas de diversas especies que son cultivadas en una estructura especial dando la apariencia de ser un jardín pero en vertical, de ahí que también se le conozca como jardín vertical. Las plantas se enraízan en compartimientos entre dos láminas de material fibroso anclado a la pared. El suministro de agua se provee entre las mangueras  y se cultivan muchas especies de plantas. Las bacterias en las raíces de las plantas metabolizan las impurezas del aire tales como los compuestos orgánicos volátiles.

## Características

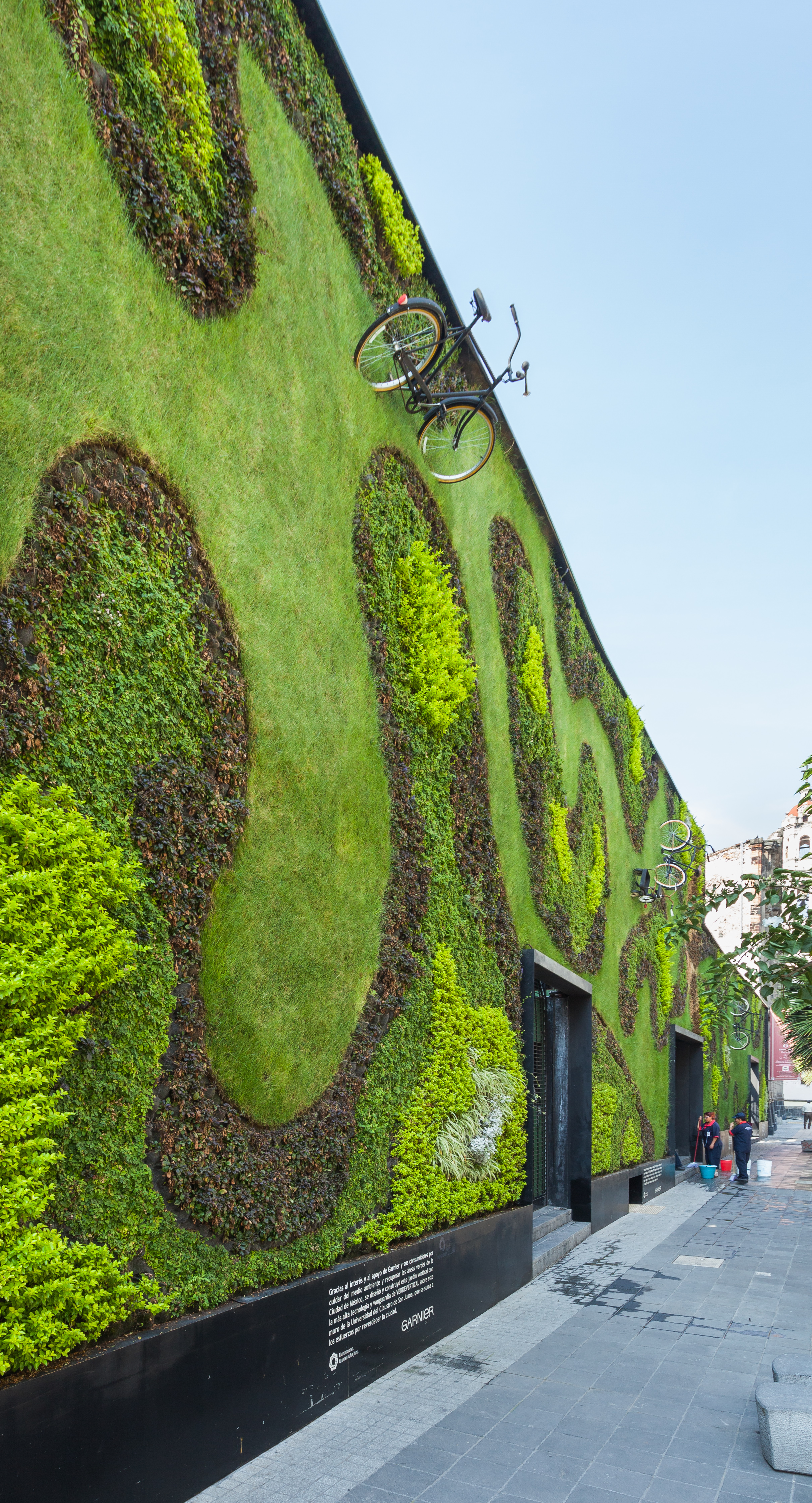
Pared de cultivo en la Universidad del Claustro de Sor Juana en la Ciudad de México.

Las paredes activas o muros verdes se unen al sistema de circulación de aire de la construcción. Unos ventiladores soplan aire a través de la pared y luego es recirculada a través del edificio. Algunas paredes activas tienen superficies vidriadas para que los efectos de los flujos de aire sean más predecibles. Las 'paredes inactivas' o 'pasivas' no tienen circulación de aire mecanizada. En vez de eso, están abiertas para promover, en la medida de lo posible, la libre circulación del aire.
Las paredes de cultivo son una forma de agricultura urbana o jardinería urbana. Suelen acometerse como un trabajo artístico por su belleza. A veces sirve para ayudar a la cura del síndrome del edificio enfermo, y en cualquier caso, incrementar los niveles de oxígeno en el aire de recirculación.
También es un medio de reutilización del agua, al menos del agua utilitaria. Las plantas pueden purificar el agua contaminada (agua gris) por digestión de los nutrientes disueltos. Las bacterias mineralizan los componentes orgánicos para hacerlos disponibles para las plantas.
Las paredes de cultivo son muy prácticas para ciudades, en especial en áreas verticales o localizaciones con muy poco espacio. También para áreas áridas, ya que el agua de circulación en la pared vertical es menor y se puede reciclar. En áreas áridas y calurosas, estas paredes pueden formar parte de las paredes externas de un edificio, y poder refrescarlas.